# Metz-Robert
Metz-Robert è un comune francese di 58 abitanti situato nel dipartimento dell'Aube nella regione del Grand Est.

## Società

### Evoluzione demografica
Abitanti censiti